# Oncala
Oncala ist ein Dorf und eine aus dem Hauptort und drei Weilern (pedanías) bestehende Gemeinde (municipio) mit 61 Einwohnern (Stand: 2024) in der nordspanischen Provinz Soria in der Autonomen Gemeinschaft Kastilien-León.

## Lage
Der Ort Oncala liegt im Quellgebiet des Río Linares, einem Nebenfluss des Ebro, ca. 35 km (Fahrtstrecke) nordöstlich der Provinzhauptstadt Soria im Iberischen Gebirge in einer Höhe von ca. 1285 m ü. d. M. Das Klima im Winter ist kühl, im Sommer dagegen durchaus angenehm; die für die Region recht hohen Niederschläge (ca. 690 mm/Jahr) fallen – mit Ausnahme der eher regenarmen Sommermonate – verteilt übers ganze Jahr.

## Bevölkerungsentwicklung
| Jahr      | 1900 | 1950 | 2000 | 2016 |
| Einwohner | 246  | 239  | 106  | 75   |

Der deutliche Bevölkerungsrückgang im 20. Jahrhundert ist im Wesentlichen auf die Mechanisierung der Landwirtschaft und den damit einhergehenden Verlust an Arbeitsplätzen zurückzuführen.

## Wirtschaft
Im Mittelalter siedelten sich auch Kleinhändler, Handwerker und Dienstleister aller Art in der hauptsächlich von Viehzucht geprägten und sich weitgehend selbst versorgenden Landgemeinde an. Seit den 1970er Jahren entwickelt sich der Tourismus in Form der Vermietung von Ferienhäusern (casas rurales) zu einer wichtigen Einnahmequelle.

## Geschichte
Aus antiker und mittelalterlicher Zeit sind keine Nachrichten bekannt. Früher wurde das hochgelegene und deshalb nahezu immer grüne Gebiet in den Sommermonaten von Wanderschäfern mit ihren Ziegen- und Schafherden aufgesucht. Nur ganz allmählich entwickelte sich der Ort; dessen Kirche  erst im ausgehenden 18. Jahrhundert infolge einer Stiftung entstand.

## Sehenswürdigkeiten

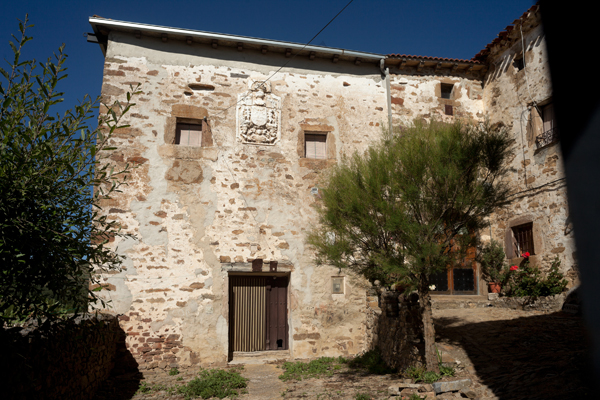
Bruchsteinhaus mit Wappenschild

- Viele Häuser des Ortes zeigen unverputzte Bruchsteinfassaden. Über dem Portal eines der Häuser prangt ein steinerner Wappenschild.
- Die Kirche San Millán ist dem heiligen Aemilianus von Cogolla, dem Schutzpatron der Schäfer, geweiht und steht auf dem höchsten Punkt des Ortes. An den Außenwänden des eher schlicht gehaltenen Kirchenschiffs hängt an manchen Tagen eine im 17. Jahrhundert in Flandern angefertigte Folge von 10 Tapisserien nach Entwürfen von Peter Paul Rubens. Die Kirche selbst sowie die Wandteppiche wurden im ausgehenden 18. Jahrhundert von einem in Oncala gebürtigen Bischof gestiftet.[6]
- Ein Museum beschäftigt sich mit der Tradition der Transhumanz.[7]

Umgebung
- Auf dem Gemeindegebiet stehen zwei Einsiedlerkirchen (Ermita de la Virgen del Espino und Ermita de San Pedro del Haya).[8][9]